# Leonard Ashley Willoughby
Leonard Ashley Willoughby (* 4. Juni 1885; † 5. Oktober 1977) war ein britischer Germanist.

## Leben
Er lehrte von 1931 bis 1950 als Professor für Germanistik am University College London. 1936 gründete er zusammen mit Basil Blackwell die Zeitschrift German Life and Letters. 1947 hielt er die Taylorian Lecture an der Oxford University und wählte als Thema Unity and Continuity in Goethe („Einheit und Kontinuität in Goethe“).

## Schriften (Auswahl)
- Dante Gabriel Rossetti and German literature. A public lecture delivered 1912, at the Taylor Institution, Oxford. London 1912, OCLC 975394283.
- Samuel Naylor and 'Reynard the Fox'. A study in anglo-german literary relations. Oxford 1914, OCLC 1111844617.
- The Romantic Movement in Germany. Oxford 1930, OCLC 576084813.
- The Classical Age of German Literature 1748–1805. New York City 1966, OCLC 500427961.